# Shawn Christensen
Shawn Christensen (Poughkeepsie, ...) è un regista, attore e musicista statunitense.

## Biografia
Nel 2000 ha fondato la band indie rock Stellastarr, che ha debuttato nel 2003 con l'album eponimo Stellastarr.
Nel 2005 ha pubblicato l'album Harmonies for the Haunted con gli Stellastarr, che hanno inciso nuovamente nel 2009 il loro terzo disco Civilized.
Nel mondo del cinema ha esordito nel 2006 con Walter King, cortometraggio da lui scritto, diretto, prodotto e interpretato.
Nel 2012 ha realizzato il corto Curfew, che ha vinto l'Oscar al miglior cortometraggio nell'edizione 2013 dei Premi Oscar.
Da questo lavoro ha tratto ispirazione per realizzare il film Before I Disappear, uscito nel 2014.
Nel 2017 ha scritto, prodotto e diretto il film The Vanishing of Sidney Hall.